# Santiago Espinosa
Pour les articles homonymes, voir Espinosa.
Santiago Espinosa, né en 1978 à Mexico, est traducteur, docteur et agrégé de philosophie. Il est le lauréat 2015 de la Bourse Cioran du Centre National du Livre.

## Parcours et axes de recherche
Son mémoire de master, publié en 2007 et réédité en 2022, porte sur la philosophie de la musique de Schopenhauer (Schopenhauer et la musique). Inspiré par l'œuvre de Clément Rosset, avec lequel il collabora pendant plusieurs années, il écrit une thèse sur la musique où il soutient qu'elle n'exprime rien qu'elle-même, c'est-à-dire des rapports exclusivement musicaux, provoquant des émotions purement musicales. Il tire la conclusion que ce que la musique et le « réel » — ce qui existe — ont en commun est leur insignifiance essentielle, c'est-à-dire le manque d'un sens extérieur ou caché, ne renvoyant à rien d'autre qu'eux-mêmes, mais surtout que l'affirmation inconditionnelle de leur « inexpressivité » peut produire, paradoxalement, la joie de vivre (au sens « tragique » de Nietzsche). Cette première partie, publiée en 2013 (L'Inexpressif musical) a été saluée vivement par la presse,.
La deuxième partie de cette étude, Voir et entendre. Critique de la perception imaginative, publiée en 2016, étend les vues d'Espinosa aux autres arts et à d'autres domaines (il montre que la physique contemporaine adopte la perspective critiquée lorsqu'elle s'efforce de produire une "image du réel"). À cette tendance invétérée qui assimile depuis longue date la vue et le savoir, Espinosa oppose la perception auditive, toujours prompte à saisir le caractère éphémère et singulier, non interprétable des objets, qu'elle n'échange pas, comme la vue, contre leur image stable. De la perception auditive du réel s'ensuit une pensée du devenir, qu'Espinosa oppose à la pensée de l'Être, entendu comme un « rendu en image du réel ». À l'encontre de la « perception imaginative », dont la logique fait penser que tout se répète, suscitant les affections de la mélancolie, l'angoisse et la nausée, la philosophie de l'écoute qui résulte de l'attention à l'ouïe se rapporte quant à elle à la joie de ne percevoir dans le réel qu'une surprenante et incessante nouveauté.
Le Traité des apparences poursuit les recherches sur l'inexpressivité en abordant la question de la signification dans le domaine de l'art en général. À partir de la critique de la notion d'expression, et de la revalorisation de celle d'« apparence », l'ouvrage s'intéresse aussi à la notion du politique en même temps qu'il expose de manière critique l'orientation philosophique qui a longtemps privilégié le point de vue métaphysique et moral au détriment de celui, tragique, qui privilégie la réflexion sur la réalité et son affirmation.
C'est cette dernière réflexion qui conduit Espinosa à prendre, dans L'Impensé,, le poème de Parménide comme fil d'Ariane pour montrer que ce qui existe (l'être ou le réel) n'est chez le philosophe présocratique en rien différent de ce qui apparaît, à l'encontre d'une longue tradition — de Platon à Heidegger — qui a tendance à interpréter son Poème à la lumière de la philosophie idéaliste et intellectualiste.
L'Objet de beauté clôt la réflexion esthétique d'Espinosa. Il s'agit d'un traité d'esthétique générale dans lequel il montre que toute œuvre d'art a une signification purement esthétique qui constitue la base d'évaluation de sa beauté. Il analyse ainsi l'ontologie de l'œuvre, son rapport avec sa réalisation, son sens et son expression. Il souligne que l'idée artistique n'est pas la traduction d'une idée pensée dans un autre langage que celui, matériel, de l'œuvre, ce qui conduit Espinosa à affirmer qu'un jugement esthétique objectif n'est pas seulement possible mais surtout souhaitable.

## Œuvres
- Le savoir tragique, Paris, Les Belles Lettres, coll. Encre Marine, 2024  (ISBN 978-2350882116)
- Rosset, philosophe du tragique, Paris, PUF, 2023  (ISBN 9782130844938)
- Schopenhauer et la musique, Paris, PUF, 2022  (ISBN 9782130837480)
- L'Objet de beauté, Paris, Les Belles Lettres, coll. Encre Marine, 2021  (ISBN 9782350881843)
- L'Impensé. Inactualité de Parménide, Paris, Les Belles Lettres, coll. Encre Marine, 2019   (ISBN 9782350881683)
- Traité des apparences, Paris, Les Belles Lettres, coll. Encre Marine, 2017  (ISBN 9782350881225)
- Voir et entendre. Critique de la perception imaginative, Paris, Les Belles Lettres, coll. Encre Marine, 2016  (ISBN 9782350881010).
- L'Inexpressif musical, suivi de Question sans réponse de Clément Rosset, Paris, Les Belles Lettres, coll. Encre Marine, 2013  (ISBN 9782350880662). — Trad. esp. Lo inexpresivo musical, Madrid, Arena, 2018.

## Ouvrages collectifs
- Avec Clément Rosset, Esquisse biographique, Les Belles Lettres, coll. Encre Marine, 2017  (ISBN 9782350881232)
- Avec N. Delon. Clément Rosset, Faits divers, Paris, P. U. F., 2016. Présentation et choix de textes  (ISBN 9782130625568).

## Traductions en espagnol
- Ch. Buci-Glucksmann, La estética de lo efímero, Madrid, Arena, 2007[7]  (ISBN 9788495897466).
- E. M. Cioran, Antología del retrato. De Saint-Simon a Tocqueville, Santiago du Chili, Hueders, 2016[8]  (ISBN 9789568935825).
- J. Clair, De Immundo, Madrid, Arena, 2007[9]  (ISBN 9788495897541).
- David Hume, Historia natural de la religión, Mi vida, Buenos Aires, El cuenco de plata, 2015. Traduction, introduction et notes[10]  (ISBN 9789873743436).
- E. de La Boétie, Discurso sobre la servidumbre voluntaria, Santiago du Chili, Hueders, 2012. Traduction et notes[11]  (ISBN 9789568935085).
- J. O. de La Mettrie, El hombre-máquina, El hombre-plante y otros escritos, Buenos Aires, El cuenco de plata, 2014. Traduction, introduction et notes[12]  (ISBN 9789873743108).
- V. Larbaud, A los colores de Roma, Santiago du Chili, Hueders, 2018[13].  (ISBN 9789563650549)
- R. Pinget, Alguien, Santiago du Chili, Hueders, 2013. Traduction et postface[14]  (ISBN 9789568935122).
- C. Rosset, Conferencias de México, Zacatecas, Ed. de Medianoche, 2010[15]  (ISBN 9786077678250).
- C. Rosset, El demonio de la tautología, Madrid, Arena, 2011[16]  (ISBN 9788495897831).
- C. Rosset, La elección de las palabras, Santiago du Chili, Hueders, 1991[17]  (ISBN 9789568935078).
- C. Rosset, Lógica de lo peor, Buenos Aires, El cuenco de Plata, 2013. Traduction et notes[18]  (ISBN 9789871772766).
- C. Rosset, El objeto singular, Madrid, Sexto Piso, 2007[19]  (ISBN 9788496867062).
- C. Rosset, Principios de sabiduría y de locura, Barcelone, Marbot, 2008[20]  (ISBN 9788493574499).
- C. Rosset, Lo real y su doble, Santiago du Chili, Hueders, 2015. Traduction et notes[21]  (ISBN 9789568935634).